# 齒葉薄齒蘚
齒葉薄齒蘚（学名：Leptodontium flexifolium）为青蘚科薄齒蘚屬下的一个种。